# Xylastodoris luteolus
Xylastodoris luteolus är en insektsart som beskrevs av Barber 1920. Xylastodoris luteolus ingår i släktet Xylastodoris och familjen Thaumastocoridae. Inga underarter finns listade i Catalogue of Life.